# Episode (스트라토바리우스의 음반)
Episode는 핀란드 파워 메탈 밴드 스트라토바리우스의 정규 5집 앨범이다. 키보디스트 옌스 요한슨과 드러머 요르그 미하일이 함께 한 첫 앨범이다.

## 역사
안티 이코넨과 투오모 라실라가 밴드에서 탈퇴함으로써, 톨키는 새로운 멤버를 찾기 시작한다. 먼저 드러머에는 러닝 와일드, 그레이브 디거, 악셀 루디 펠 출신의 투베이스 드러머 요르그 미하일을 영입한다. 
옌스 요한슨은 실버 마운틴, 잉베이 맘스틴의 《Rising Force》, 디오, 그외 솔로앨범과 실험적인 프로젝트 밴드 활동으로, 특히 거의 기타의 텝핑에 가까운 속주 연주를 통해 메탈계에서 명성을 얻고있던 키보디스트였다. 당시 잉베이 맘스틴을 나와 휴식기를 갖고 있던 요한슨은 수많은 밴드들로부터 가입 제의를 받는데, 그중에는 프로그레시브 메탈밴드 드림 시어터와 연결되어 있다는 루머도 포함되어 있었다. 그러나 요한슨은 우연히 스트라토바리우스의 4집 데모 테이프를 듣게 되었고, 이것이 그를 밴드에 가입하게 만든 계기가 되었다. 
두 테크니션의 영입으로 티모 톨키는 그 전부터 자신이 생각해왔던 바로크 스타일의 스피디한 파워 메탈 음악으로 밴드의 색깔을 바꿀 수 있게 되었고, 이러한 변화에서 생겨난 기타와 키보드의 솔로 프레이즈는 밴드의 명성을 높이는 데 중요한 요소가 된다.

## "Forever"와 한국에서의 해프닝
"Forever"는 당시 KBS에서 방영된 드라마 '첫사랑'의 주제가로 쓰였다. 당시 매우 높았던 시청률과 맞물려 발라드 곡이었던 "Forever"도 많은 인기를 끌었다. 이로 인해 'Episode' 앨범의 판매량이 급증했으나, "Forever"와 전혀 다른 메탈 넘버들이 앨범에 가득 들어간 것에 놀란 많은 사람들이 매장에서 도로 환불을 요구하는 일이 벌어졌다. 당시 톨키는 한국에서 일어난 '대량환불사태'에 놀라 직접 한국을 방문하기도 했다.

## 수록곡
| #             | 제목                                                  | 작사                       | 작곡          | 재생 시간 |
| ------------- | ----------------------------------------------------- | -------------------------- | ------------- | --------- |
| 1.            | 〈"Father Time"〉                                     | 티모 코티펠토, 리차드 존슨 | 티모 톨키     | 5:01      |
| 2.            | 〈"Will the Sun Rise?"〉                              | 코티펠토                   | 톨키          | 5:06      |
| 3.            | 〈"Eternity"〉                                        | 코티펠토                   | 톨키          | 6:55      |
| 4.            | 〈"Episode"〉                                         | 톨키                       |               | 2:01      |
| 5.            | 〈"Speed of Light"〉                                  | 코티펠토                   | 톨키          | 3:03      |
| 6.            | 〈"Uncertainty"〉                                     | 코티펠토                   | 코티펠토      | 5:58      |
| 7.            | 〈"Season of Change"〉                                | 톨키                       | 톨키          | 6:56      |
| 8.            | 〈"Stratosphere"〉                                    |                            | 톨키          | 4:52      |
| 9.            | 〈"Babylon"〉                                         | 톨키                       | 톨키          | 7:09      |
| 10.           | 〈"Tomorrow"〉                                        | 존슨                       | 톨키          | 4:51      |
| 11.           | 〈"Night Time Eclipse"〉                              | 코티펠토                   | 톨키          | 7:58      |
| 12.           | 〈"Forever"〉                                         | 톨키                       | 톨키          | 3:08      |
| 13.           | 〈"When the Night Meets the Day"〉 (일본반 보너스 곡) | 톨키                       | 톨키          | 5:30      |
| 총 재생 시간: | 총 재생 시간:                                         | 총 재생 시간:              | 총 재생 시간: | 68:28     |

- 리차드 존슨(Richard Johnson)은 앨범에서 가사 컨설턴트와 백킹 보컬로 참여했다.

## 구성원
- 티모 코티펠토 -보컬
- 티모 톨키 - 기타
- 야리 카이누라이넨 - 베이스
- 옌스 요한슨 - 키보드
- 요르그 미하일 - 드럼